# Wii Sports Resort
Wii Sports Resort es un videojuego deportivo para Wii. Se trata de la continuación de Wii Sports. Fue lanzado en Europa el 24 de julio de 2009 y en América el 26 de julio del mismo año. El juego se distribuyó en conjunto con el Wii Motion Plus. Mientras que fue publicado originalmente como un título independiente, a partir de 2009 el juego se incluyó con las nuevas consolas Wii, junto con Wii Sports.
Wii Sports Resort es una colección de doce juegos deportivos, que incluye algunos mejorados de Wii Sports, junto con otros completamente nuevos, diseñados para utilizar la detección de movimiento que ofrece Wii Mote y el Nunchuk. Al igual que en Wii Sports, los jugadores imitan las acciones realizadas en los deportes en la vida real, pero se reproducen con mayor agudeza gracias a las capacidades de precisión del Wii Motion Plus.

## Modo de juego

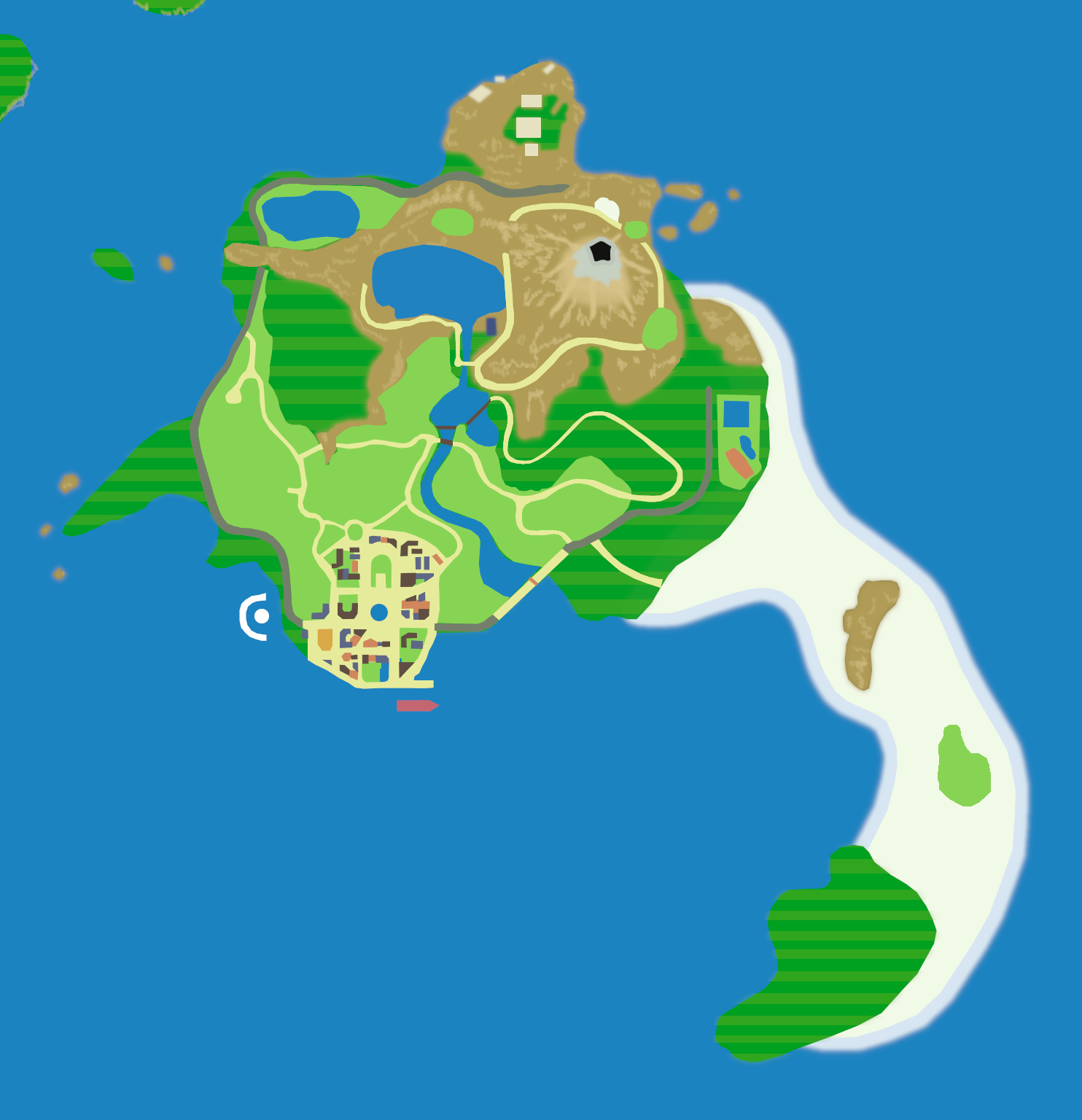
Mapa de la isla Wuhu

El título transcurre en una isla tropical llamada Wuhu, donde se puede jugar a 12 deportes distintos. Como el original, las actividades se practican con el Wiimote (y en algunos casos con el Nunchuk), en una manera similar al deporte que se recrea. Por ejemplo, en tiro con arco el jugador sostiene verticalmente el Wiimote para sujetar el arco, y hace retroceder el Nunchuk para tensarlo. La novedad que incorpora Wii Sports Resort es la compatibilidad con el Wii Motion Plus, que permite imitar con fidelidad los movimientos del usuario.

## Deportes
Los doce deportes presentes en Wii Sports Resort son:
- Espada - Modalidades: Duelo, corte y asalto.
- Wakeboard - Modalidad única.
- Frisbee - Modalidades: Frisbee-playa y frisbee-golf.
- Tiro con arco - Modalidad única.
- Baloncesto - Modalidades: Concurso de triples y 3 contra 3.
- Tenis de mesa - Modalidades: Concurso de restos y partido.
- Golf - Modalidad única (3 hoyos, 9 hoyos y de 18 hoyos). Los primeros 9 hoyos son los incluidos en el Wii Sports original.
- Bolos - Modalidades: 100 bolos, efecto y clásico.
- Moto acuática - Modalidades: Eslalon y carrera.
- Piragüismo - Modalidades: Desafío de velocidad y regata.
- Ciclismo - Modalidades: Vuelta y carrera.
- Vuelo - Modalidades: skydiving, turismo y combate aéreo.

## Desarrollo

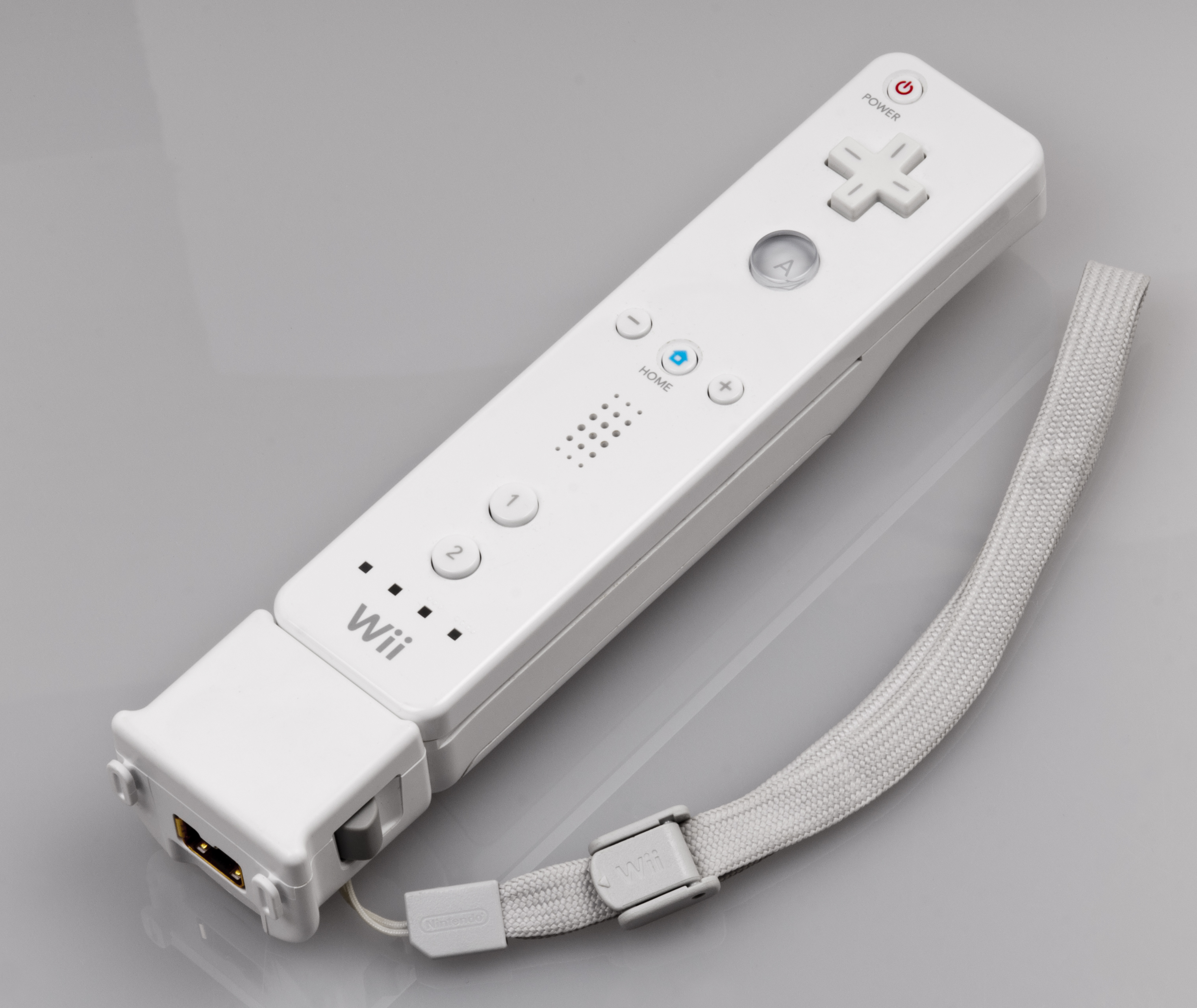
Wii Sports Resort requiere utilizar el Wii MotionPlus

La idea de una secuela de Wii Sports se consideró mucho antes de la llegada del periférico Wii Motion Plus, pero el desarrollo solo avanzó cuando se mejoraron las posibilidades de movimiento con el nuevo mando. El título fue revelado por primera vez en la presentación de Nintendo en el E3 de 2007. Se consideró agregar un modo de pesca y un tobogán acuático en el juego. También se creó un prototipo de minijuego de kendama, pero no encajaba en la temática de resort tropical.

## Otras apariciones
El escenario principal del juego, la Isla Wuhu ha aparecido en otras franquicias de Nintendo. En Mario Kart 7 el archipiélago ambienta dos circuitos: Circuito Wuhu y Montaña Wuhu. Del mismo modo, en Super Smash Bros. para Wii U la Isla Wuhu es un campo de batalla. En Super Smash Bros. Ultimate reaparece el mismo escenario. También en Mario Kart 8 Deluxe su pueblo aparece como un escenario retro del modo Batalla. La Isla Wedge, escenario de golf y frisbee golf, no aparece en otros juegos  .

## Recepción
Wii Sports Resort vendió unas 514 000 unidades en sus primeras dos semanas en Japón, en Norteamérica vendió más de 500 000 en su primera semana y en Europa 600 000 hasta 2008. En total se han vendido 7 millones de copias en todo el mundo. Puntuó 94% en la Official Nintendo Magazine, destacando la fidelidad del juego y sus gráficos fidedignos. En 2008 vendió 7.57 millones de copias, convirtiéndose en el segundo juego con mayores ventas de dicho año. A fecha de marzo de 2020, Wii Sports Resort ha vendido 33.13 millones de unidades mundialmente.